# Groupe consultatif sur la crise climatique
 (octobre 2021).
La mise en forme du texte ne suit pas les recommandations de Wikipédia : il faut le « wikifier ».
Les points d'amélioration suivants sont les cas les plus fréquents :
- Les titres sont pré-formatés par le logiciel. Ils ne sont ni en capitales, ni en gras.
- Le texte ne doit pas être écrit en capitales (les noms de famille non plus), ni en gras, ni en italique, ni en « petit »…
- Le gras n'est utilisé que pour surligner le titre de l'article dans l'introduction, une seule fois.
- L'italique est rarement utilisé : mots en langue étrangère, titres d'œuvres, noms de bateaux, etc.
- Les citations ne sont pas en italique mais en corps de texte normal. Elles sont entourées par des guillemets français : « et ».
- Les listes à puces sont à éviter, des paragraphes rédigés étant largement préférés. Les tableaux sont à réserver à la présentation de données structurées (résultats, etc.).
- Les appels de note de bas de page (petits chiffres en exposant, introduits par l'outil «  Source ») sont à placer entre la fin de phrase et le point final[comme ça].
- Les liens internes (vers d'autres articles de Wikipédia) sont à choisir avec parcimonie. Créez des liens vers des articles approfondissant le sujet. Les termes génériques sans rapport avec le sujet sont à éviter, ainsi que les répétitions de liens vers un même terme.
- Les liens externes sont à placer uniquement dans une section « Liens externes », à la fin de l'article. Ces liens sont à choisir avec parcimonie suivant les règles définies. Si un lien sert de source à l'article, son insertion dans le texte est à faire par les notes de bas de page.
- La présentation des références doit suivre les conventions bibliographiques. Il est recommandé d'utiliser les modèles {{Ouvrage}}, {{Chapitre}}, {{Article}}, {{Lien web}} et/ou {{Bibliographie}}. Le mode d'édition visuel peut mettre en forme automatiquement les références.
- Insérer une infobox (cadre d'informations à droite) n'est pas obligatoire pour parachever la mise en page.

Pour une aide détaillée, merci de consulter Aide:Wikification.
Si vous pensez que ces points ont été résolus, vous pouvez retirer ce bandeau et améliorer la mise en forme d'un autre article.
 (septembre 2021).
Le Climate Crisis Advisory Group (CCAG) est un groupe indépendant de scientifiques qui produit des avis  sur le changement climatique et la biodiversité dirigé par Sir David King, .
Le groupe est financé par le Center for Climate Repair.
Son objectif est de « fournir au grand public  une analyse régulière des efforts déployés pour faire face aux crises mondiales du réchauffement climatique et de la biodiversité ».

## Membres
Les membres du CCAG sont des scientifiques de plusieurs disciplines qui sont tous des défenseurs de l'environnement. Le groupe a été formé de manière que tous les continents (hormis l'Antarctique) soient représentés. Tous les membres participent bénévolement au groupe. Les personnalités suivantes en sont membres :
- Nérilie Abram[6],[7]
- Ade Adepitan[7]
- Laura Diaz Anadon[7],[6]
- Dr Fatih Birol[7],[6]
- Mercedes Bustamante[7],[6]
- Dr Robert W. Corell[7],[6]
- Dr Arunabha Ghosh[7],[6]
- Sir David King - Président[7],[6]
- Dr Klaus Lackner[7],[6]
- Marc Maslin[7],[6]
- Dr Tero Mustonen[7],[6]
- Lavanya Rajamani[7],[6]
- Johan Rockström[7],[6]
- Dr Tara Shirvani[7]
- Lorraine Whitmarsh[7],[6]
- Qi Ye[7],[6]